# Чемпіонат світу з літнього біатлону 2019
24-й чемпіонат світу з літнього біатлону проходив в білоруському республіканському центрі олімпійської підготовки з зимових видів спорту Раубичі з 21 по 25 серпня 2019 року.
Серед дорослих спортсменів та юніорів було розіграно 12 комплектів медалей з таких біатлонних дисциплін: суперспринт, спринт, гонка переслідування. Суперспринт вперше з'явився у програмі чемпіонатів світу з літнього біатлону.

## Учасники
У чемпіонаті брали участь 210 спортсменів з 25 країн: 36 жінок, 56 юніорок, 56 чоловіків і 62 юніори.

- Білорусь (22)
- Бельгія (4)
- Болгарія (4)
- Велика Британія (5)
- Греція (4)
- Данія (5)
- Естонія (4)
- Казахстан (11)
- КНР (11)
- Латвія (6)
- Литва (11)
- Молдова (5)
- Монголія (4)
- Південна Корея (14)
- Польща (11)
- Росія (24)
- Румунія (6)
- Сербія (7)
- Словаччина (9)
- Словенія (1)
- Туреччина (5)
- Угорщина (4)
- Україна (19)
- Чехія (16)
- Швейцарія (3)

## Збірна України
Збірна України була представлена в такому складі.
Чоловіки: Сергій Семенов, Андрій Доценко.
Жінки: Анастасія Меркушина, Валя Семеренко, Віта Семеренко, Юлія Журавок, Ольга Абрамова, Дарія Блашко
Юнаки: Руслан Бригадир, Євген Івченко, Роман Боровик, Олександр Пономаренко, Юрій Ситник, Владислав Романчич
Дівчата: Катерина Бех, Валерія Дмитренко, Анна Коваленко, Анна Кривонос, Любов Кип'яченкова.

## Розклад
Розклад чемпіонату

(час місцевий — UTC+3)
| Дата      | Час   | Гонка                                 |
| --------- | ----- | ------------------------------------- |
| 23 серпня | 9:00  | Церемонія відкриття                   |
| 23 серпня | 11:00 | Суперспринт — кваліфікація (юніори)   |
| 23 серпня | 11:30 | Суперспринт — кваліфікація (юніорки)  |
| 23 серпня | 13:20 | Суперспринт — кваліфікація (чоловіки) |
| 23 серпня | 13:55 | Суперспринт — кваліфікація (жінки)    |
| 23 серпня | 15:30 | Суперспринт (юніори)                  |
| 23 серпня | 16:00 | Суперспринт (юніорки)                 |
| 23 серпня | 17:30 | Суперспринт (чоловіки)                |
| 23 серпня | 18:00 | Суперспринт (жінки)                   |
| 24 серпня | 10:45 | Спринт, юніори, 7,5 км                |
| 24 серпня | 13:15 | Спринт, юніорки, 6 км                 |
| 24 серпня | 16:00 | Спринт, чоловіки, 7,5 км              |
| 24 серпня | 18:00 | Спринт, жінки, 6 км                   |
| 25 серпня | 10:45 | Гонка переслідування, юніори, 10 км   |
| 25 серпня | 13:15 | Гонка переслідування, юніорки, 7,5 км |
| 25 серпня | 15:45 | Гонка переслідування, чоловіки, 10 км |
| 25 серпня | 17:30 | Гонка переслідування, жінки, 7,5 км   |
| 25 серпня | 18:30 | Церемонія закриття                    |

## Результати змагань чемпіонату

### Юніори

#### Дівчата
| Гонка:                                        | Золото:                 | Час               | Срібло:                 | Час             | Бронза:                 | Час             |
| Суперспринт, юніорки Протокол                 | Валерія Васнєцова Росія | 16:36.8 (0+0+0+0) | Чу Янь Мень КНР         | +7.5 (0+0+0+0)  | Анна Кривонос Україна   | +17.1 (0+0+1+0) |
| Спринт, юніорки 6 км Протокол                 | Чу Янь Мень КНР         | 16:09.7 (0+0)     | Катерина Бех Україна    | +30.8 (0+1)     | Анастасія Горєєва Росія | +1:03.2 (0+2)   |
| Гонка переслідування, юніорки 7,5 км Протокол | Чу Янь Мень КНР         | 23:56.7 (0+0+0+1) | Анастасія Горєєва Росія | +11.7 (1+1+1+0) | Анна Кривонос Україна   | +21.7 (0+0+0+1) |

#### Юнаки
| Гонка:                                      | Золото:                    | Час               | Срібло:                  | Час             | Бронза:                 | Час             |
| Суперспринт, юніори Протокол                | Нікіта Лобастов Білорусь   | 14:47.5 (0+0+1+0) | Вітезслав Хорніг Чехія   | +3.6 (0+0+0+0)  | Ігор Маліновський Росія | +13.0 (0+0+1+0) |
| Спринт, юніори 7,5 км Протокол              | Дмитро Лазовський Білорусь | 21:30.5 (1+2)     | Мікулаш Карлік Чехія     | +25.3 (2+0)     | Юрій Ситник Україна     | +30.9 (0+1)     |
| Гонка переслідування, юніори 10 км Протокол | Дмитро Лазовський Білорусь | 26:04.2 (1+2+1+1) | Нікіта Лобастов Білорусь | +19.8 (2+0+0+1) | Ігор Маліновський Росія | +29.1 (0+2+0+0) |

### Дорослі

#### Жінки
| Гонка:                                      | Золото:                                                    | Час               | Срібло:               | Час            | Бронза:                  | Час            |
| Суперспринт, жінки Протокол                 | Валя Семеренко Україна                                     | 15:58.8 (0+0+0+0) | Люція Харватова Чехія | +0.1 (0+0+0+0) | Катерина Глазиріна Росія | +0.4 (0+0+0+0) |
| Спринт, жінки 6 км Протокол                 | Катерина Глазиріна Росія (0+0) Люція Харватова Чехія (0+1) | 16:01,4           |                       |                | Дарія Блашко Україна     | +2.4 (0+1)     |
| Гонка переслідування, жінки 7,5 км Протокол | Чжан Янь КНР                                               | 22:40.9 (0+0+0+1) | Тамара Вороніна Росія | +7.6 (0+0+0+1) | Віта Семеренко Україна   | +9.5 (1+1+0+0) |

#### Чоловіки
| Гонка:                                        | Золото:                       | Час               | Срібло:                    | Час             | Бронза:               | Час             |
| Суперспринт, чоловіки Протокол                | Тимофій Лапшин Південна Корея | 14:07.6 (0+0+0+0) | Клемен Бауер Словенія      | +14.5 (0+0+0+1) | Едуард Латипов Росія  | +31.6 (0+2+0+0) |
| Спринт, чоловіки 7,5 км Протокол              | Тимофій Лапшин Південна Корея | 20:48,0 (1+0)     | Олександр Поварніцин Росія | +4,1 (1+0)      | Едуард Латипов Росія  | +15,3 (1+1)     |
| Гонка переслідування, чоловіки 10 км Протокол | Мартін Отченаш Словаччина     | 25:21.8 (0+0+0+0) | Едуард Латипов Росія       | +9.9 (2+1+0+2)  | Клемен Бауер Словенія | +14.9 (2+1+2+1) |

## Медальний залік
| Місце | Країна         |   |   |   | Всього |
| ----- | -------------- | - | - | - | ------ |
| 1     | Білорусь       | 3 | 1 | 0 | 4      |
| 1     | КНР            | 3 | 1 | 0 | 4      |
| 3     | Росія          | 2 | 4 | 6 | 12     |
| 4     | Південна Корея | 2 | 0 | 0 | 2      |
| 5     | Чехія          | 1 | 3 | 0 | 4      |
| 6     | Україна        | 1 | 1 | 5 | 7      |
| 7     | Словаччина     | 1 | 0 | 0 | 1      |
| 8     | Словенія       | 0 | 1 | 1 | 2      |

| Місце | Країна         |   |   |   | Всього |
| ----- | -------------- | - | - | - | ------ |
| 1     | Південна Корея | 2 | 0 | 0 | 2      |
| 2     | Росія          | 1 | 3 | 3 | 7      |
| 3     | Чехія          | 1 | 1 | 0 | 2      |
| 4     | Україна        | 1 | 0 | 2 | 3      |
| 5     | КНР            | 1 | 0 | 0 | 1      |
| 5     | Словаччина     | 1 | 0 | 0 | 1      |
| 7     | Словенія       | 0 | 1 | 1 | 2      |

| Місце | Країна   |   |   |   | Всього |
| ----- | -------- | - | - | - | ------ |
| 1     | Білорусь | 3 | 1 | 0 | 4      |
| 2     | КНР      | 2 | 1 | 0 | 3      |
| 3     | Росія    | 1 | 1 | 3 | 5      |
| 4     | Чехія    | 0 | 2 | 0 | 2      |
| 5     | Україна  | 0 | 1 | 3 | 4      |